# 日刊スポーツ新聞西日本
株式会社日刊スポーツ新聞西日本（にっかんスポーツしんぶんにしにっぽん、英語：The Nikkan Sports News West Japan）は、スポーツ新聞『日刊スポーツ』を発行する日本の新聞社である。東京都に本社を置く日刊スポーツ新聞社の子会社であり、沖縄県を除く西日本地区を管轄する。

## 概要
1950年1月20日にセ・リーグと読売新聞社からの強い要望を受けて、神戸市の神港夕刊新聞社によって創刊した『オールスポーツ』が起源。1956年3月にオールスポーツ新聞社が発足したが、経営が行き詰まり廃刊の危機となったところを、枚方市で朝日新聞宅配所（現・ASA）を経営していた折田平市が仲介役となり、1957年4月に日刊スポーツ新聞社（東京本社）と提携（この当時は事実上フランチャイズ契約に同じ）し、6月に正式に経営権を日刊スポーツ新聞社と朝日新聞社に引き継いで社名を大阪日刊スポーツ新聞社に改称。日刊スポーツの地方進出第1号となる。1977年2月に北九州市で西部日刊スポーツ新聞社、1995年6月には名古屋市で名古屋日刊スポーツ新聞社を設立。
2009年4月1日、大阪・西部・名古屋の3社が合併し、日刊スポーツ新聞西日本となった。存続会社は大阪日刊スポーツ新聞社となり、大阪が本部（会社登記上の本店）となった。
管轄地域はその名の通り、西日本であり、近畿地方、北陸3県、静岡県を除く東海地方、中国地方、四国地方、沖縄県を除く九州地方である。
本部（大阪本社）版は、阪神タイガース、西部本社版は、福岡ソフトバンクホークス、名古屋本社版は、中日ドラゴンズのそれぞれ地元球団の報道を主力としている。また大阪本部管轄の広島県版は、広島東洋カープ関連の報道に力を入れている。近畿地方以外の大阪本社版は、阪神タイガース以外のプロ野球選手の活躍や有名人の結婚・訃報などがあった場合は記事を差し替えている。なお経営統合前の西部版は東京本社版をベース（中央競馬のみ大阪版）にした構成にしていた。
本部は旧法人の大阪日刊社時代の当初は豊中市に、また広告・販売部門は大阪市福島区の「北大阪支社」に分散していたが、北大阪支社が2002年に中之島にある新朝日ビルディング（朝日新聞大阪本社の分館）に移転。2005年に大阪本社の機能を新朝日ビルに統合。2009年に同ビルの建て替えのため、いったん福島区にある阪神ダイヤビルへ暫定的に移転後、2013年1月1日、朝日新聞大阪本社の新社屋などが入居する中之島フェスティバルタワー東館に本社機能を移転。

## 事業所

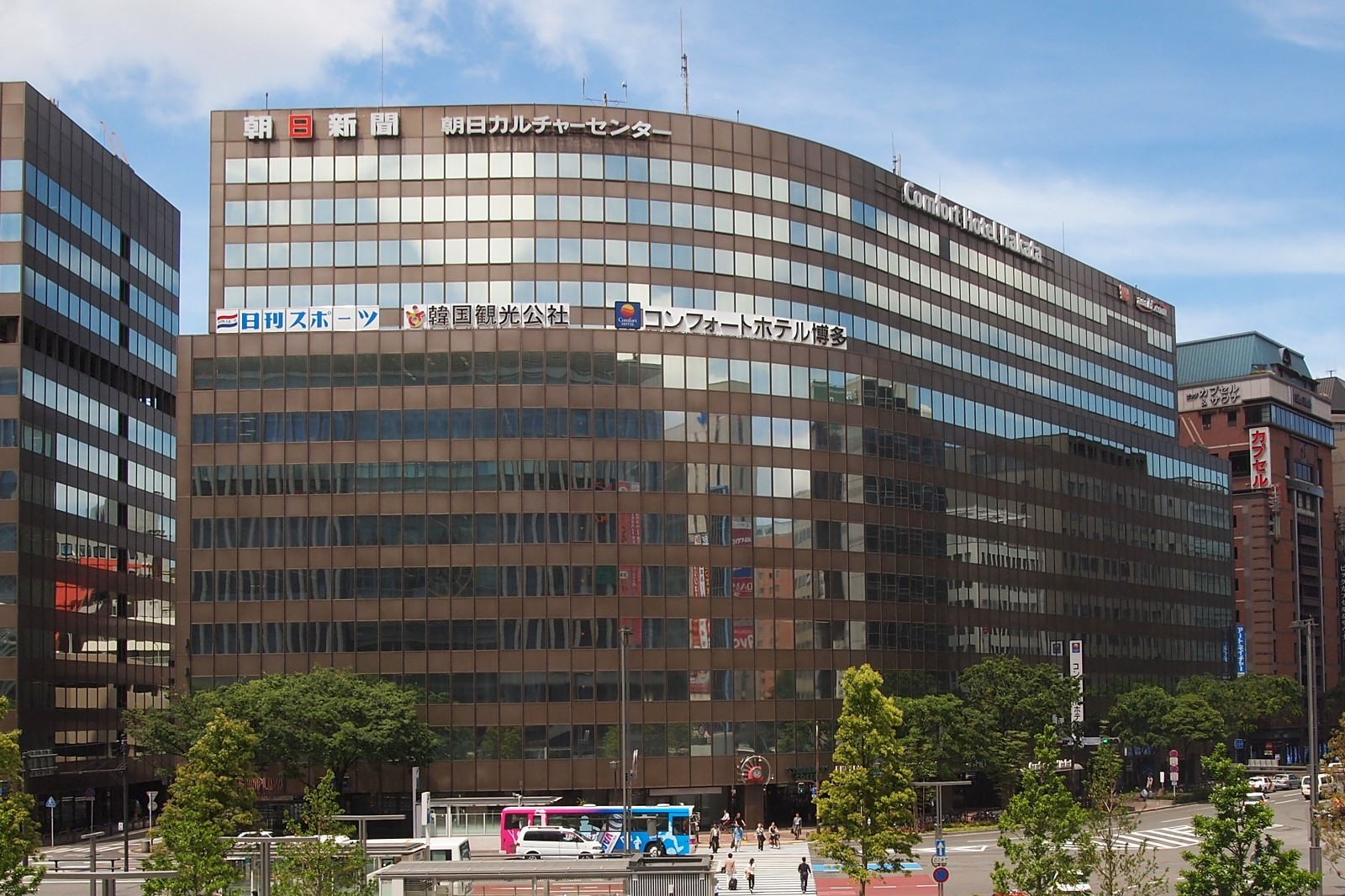
西部本社が入居する福岡朝日ビル

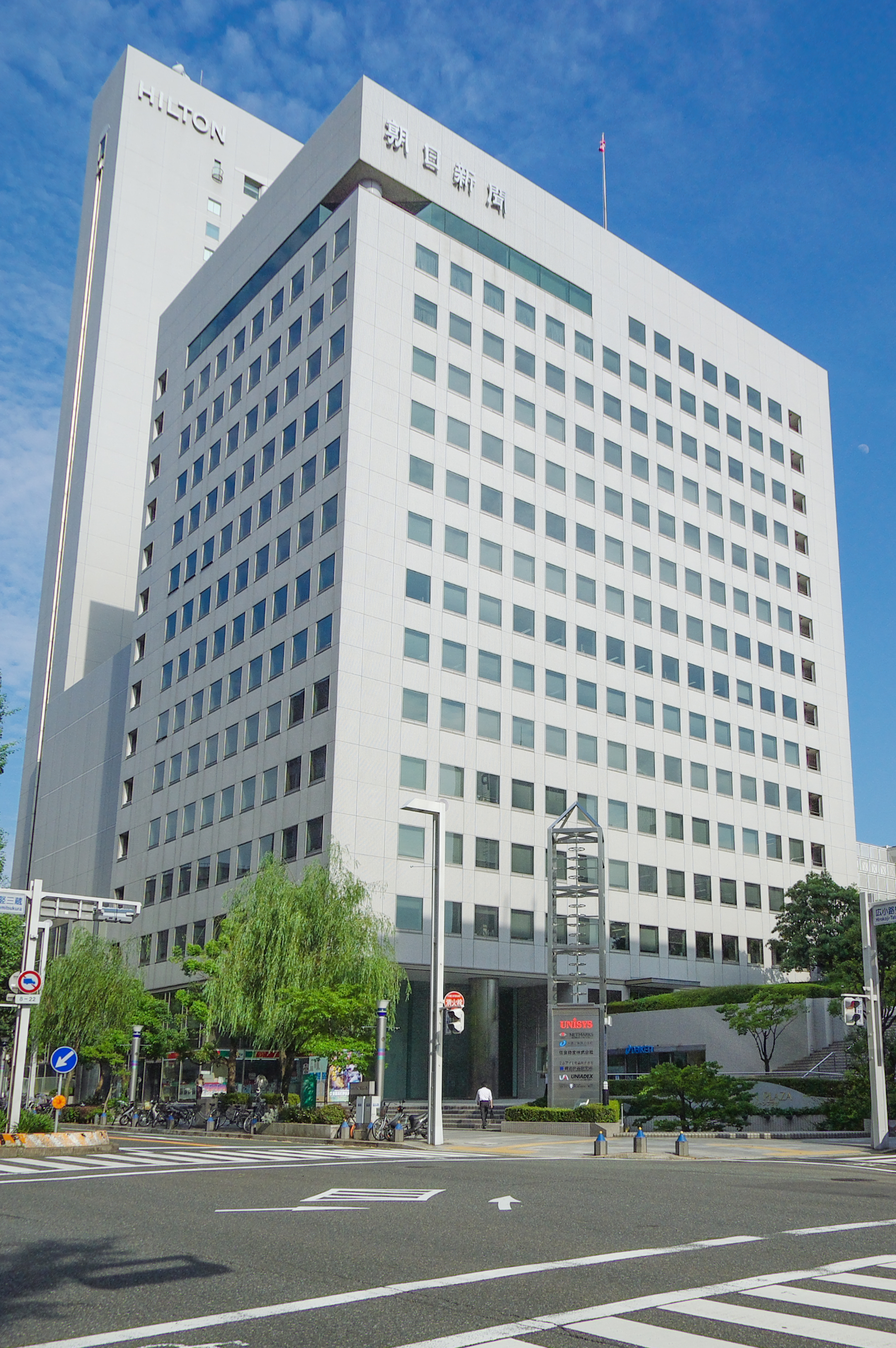
名古屋本社が入居する朝日会館

- 本部・大阪本社（登記上本店）：大阪市北区中之島2-3-18 中之島フェスティバルタワー東館23階
  - 広島総局：広島市中区橋本町8-4
- 西部本社：福岡市博多区博多駅前2-1-1 福岡朝日ビル7階
- 名古屋本社：名古屋市中区栄1-3-3 朝日会館13階
なお1頁題字の発行元クレジットは発行する地域に関係なく一律「日刊スポーツ新聞社」となっており、収録されている発行地の住所は次項掲載のこれらの地域に準拠したものになっている。（広島総局については1面には掲載されていない）

## 各本社の管轄
- 本部（大阪本社）
石川県、福井県、三重県（伊賀市・名張市・熊野市・南牟婁郡）、滋賀県、京都府、大阪府、兵庫県、奈良県、和歌山県、鳥取県、島根県、岡山県、広島県、山口県のうち東部地域（岩国市、防府市、周南市、光市など）、徳島県、香川県、愛媛県、高知県
- 西部本社
山口県のうち西部地域（山口市、山陽小野田市、宇部市、下関市など）、福岡県、佐賀県、長崎県、熊本県、大分県、宮崎県、鹿児島県
※なお沖縄県については西日本管轄ではなく、東京本社とのフランチャイズ契約により沖縄タイムスに印刷・販売を委託している。紙面も基本東京本社版の内容だが、テレビ・公営競技頁など一部収録を割愛しているため、頁数は本土の他の地域のそれに比べると半分程度である。
- 名古屋本社
富山県、岐阜県、愛知県、三重県（伊賀市・名張市・熊野市・南牟婁郡を除く）

## 印刷工場
本部（大阪本社）
- 大阪府大阪市福島区（朝日新聞大阪本社・朝日プリンテック・凸版印刷と共同=朝日プリンテック大阪支社）
- 大阪府堺市中区（朝日プリンテック堺工場）
- 兵庫県西宮市（朝日プリンテック阪神工場）
- 広島県廿日市市（中国新聞社広島工場）
広島工場は親会社・朝日新聞も本部（大阪本社）版と西部本社版のうち山口県東部向け2種類の新聞を発行しており、紙面構成が部分的に異なるが、山口県東部の日刊スポーツは大阪本部発行の中四国地方向けの版を扱っている。
- 愛媛県松山市（愛媛新聞社工場）

西部本社
- 山口県下関市（みなと山口合同新聞社工場 山口県西部・福岡県東部向け）
- 福岡県太宰府市（朝日プリンテック福岡工場、朝日新聞西部本社と共同 福岡県東部を除く九州7県向け）

名古屋本社
- 愛知県北名古屋市（朝日プリンテック名古屋工場、朝日新聞名古屋本社と共同）
名古屋工場では富山県向けの朝日新聞（東京本社版）を1989年9月から2011年3月末まで印刷していた名残りで、富山県内では現在も同工場で印刷された名古屋本社版を販売。名古屋印刷以前は大阪版を販売していた。なお、富山向けの朝日新聞については、現在は中日新聞北陸本社の工場（石川県金沢市）で印刷された大阪本社版を販売。日刊スポーツの他の北信越地方各県のうち、石川県・福井県は大阪市福島区の工場で製作されている本部（大阪本社）版、長野県・新潟県は東京本社版である。

## 番組欄（2023年4月1日から）
2023年4月1日から番組解説ページを廃止し、番組表のレイアウトも大幅に変更された。
近畿2府4県・三重（伊賀市・名張市・熊野市・南牟婁郡）
- フルサイズ：NHK総合（大阪）、MBS、ABC、カンテレ、読売、大阪
- ハーフサイズ：NHK Eテレ（但し2分割しての表示）、サン、京都
- クォーターサイズ：和歌山、奈良、びわ湖
- ラジオクォーターサイズ：ABCラジオ、MBS、FM大阪
- BSハーフサイズ：NHK BS、NHK BSP4K
- BSクォーターサイズ：BS日テレ、BS朝日、BS-TBS、BSテレ東、BSフジ、WOWOWプライム、同ライブ、同シネマ、BS11 イレブン、BS12トゥエルビ、J SPORTS1、同2、同3、同4、BSよしもと（但し2分割しての表示）
- CSクォーターサイズ：スカイA、ゴルフネットワーク、日テレジータス、GAORA

石川・福井・鳥取・島根・岡山・徳島
- フルサイズ：NHK総合（大阪）、MBS、ABC、カンテレ、読売
- ハーフサイズ：サン、京都、大阪、四国テレビ、瀬戸内海テレビ、OHKテレビ、RSKテレビ、西日本テレビ、テレビせとうち、日本海、BSS、さんいん中央、FBC、福井、テレビ金沢、HAB、MRO、石川
- クォーターサイズ：NHK Eテレ、和歌山、奈良、びわ湖
- BSハーフサイズ：NHK BS、NHK BSP4K
- BSクォーターサイズ：BS日テレ、BS朝日、BS-TBS、BSテレ東、BSフジ
- CSクォーターサイズ：スカイA

2008年ごろまでとほぼ同じパターンである。その後2023年3月までは石川・福井・伊賀・熊野版ではテレビ大阪以外の在阪4局・石川4局（以上フルサイズ）、福井2局（ハーフ）。山陰・瀬戸内・徳島版は山陰3局・瀬戸内5局をフルサイズ、四国テレビ・在阪局をハーフ以下で扱っていた。
伊賀・熊野版では、本来の放送対象地域である東海3県をカバーする在名5局と周辺県のぎふチャン・三重テレビの番組表は収録されていなかった（親会社・朝日新聞大阪本社版にはテレビ愛知とぎふチャンを除き収録されている）。現在は近畿2府4県で発行されているものと同じ版が発行されている。
中四（香川・愛媛・高知）
- フルサイズ：NHK総合、瀬戸内海テレビ、RSKテレビ、OHKテレビ、西日本テレビ、テレビせとうち
- ハーフサイズ：サン、NHK Eテレ、南海テレビ、愛媛朝日テレビ、あいテレビ、テレビ愛媛、高知放送、テレビ高知、高知さんさんテレビ、四国テレビ
- クォーターサイズ：MBS、ABC、カンテレ、読売
- BSハーフサイズ：NHK BS、NHK BSP4K
- BSクォーターサイズ：BS日テレ、BS朝日、BS‐TBS、BSテレ東、BSフジ、WOWOWプライム、同ライブ、同シネマ、BS11 イレブン、BS12トゥエルビ、J SPORTS1、同2、同3、同4、BSよしもと
- CSクォーターサイズ：スカイA、GAORA

愛知・岐阜・三重（伊賀市・名張市・熊野市・南牟婁郡を除く）・富山
- フルサイズ：NHK総合（名古屋）、CBCテレビ、メ〜テレ、東海テレビ、中京テレビ、テレビ愛知
- ハーフサイズ：NHK Eテレ、三重テレビ、ぎふチャン、KNBテレビ、チューリップ、BBT、HAB
- ラジオクォーターサイズ：CBC、TOKAI RADIO、ぎふ
- BSハーフサイズ：NHK BS、NHK BSP4K
- BSクォーターサイズ：BS日テレ、BS朝日、BS-TBS、BSテレ東、BSフジ、BS11 イレブン、WOWOWプライム、同ライブ、同シネマ、BSよしもと、BS12トゥエルビ、J SPORTS1、同2、同3、同4
- CSクォーターサイズ：スカイA

広島・山口東部
- フルサイズ：NHK総合（広島）、NHK Eテレ、広島ホームテレビ、RCCテレビ、広島テレビ、テレビ新広島
- ハーフサイズ：日本海、BSS、さんいん中央、山口朝日、山口、テレビ山口、テレビ西日本
- BSハーフサイズ：NHK BS、NHK BSP4K
- BSクォーターサイズ：BS日テレ、BS朝日、BS-TBS、BSテレ東、BSフジ、BS11 イレブン、BS12トゥエルビ、WOWOWプライム、同ライブ、同シネマ、J SPORTS1、同2、同3
- CSクォーターサイズ：スカイA

九州・山口西部
- フルサイズ：NHK総合（福岡）、KBC九州朝日、RKB毎日、TNCテレビ西日本、FBS福岡、テレＱ
- ハーフサイズ（NHK総合の左横、かつNHK Eテレの下）：STSサガテレビ
- ハーフサイズ（最下段の真上）：YAB山口朝日、KRY山口、TYSテレビ山口、OAB大分朝日、OBS大分、TOSテレビ大分、KAB熊本朝日、RKK熊本、TKUテレビ熊本、KKTくまもと県民
- ハーフサイズ（最下段）：NCC長崎文化、NBC長崎、KTNテレビ長崎、NIB長崎国際、MRT宮崎、UMKテレビ宮崎、KKB鹿児島放送、MBC南日本、KTS鹿児島テレビ、KYT鹿児島読売
- クォーターサイズ（NHK総合の左横、かつサガテレビの上）：NHK Eテレ
- クォーターサイズ（ラジオ　WOWOWプライムの下、かつ在福以外の九州各局テレビ欄の左端）：NHK①、KBC九州朝日、RKB毎日
- BSハーフサイズ（上段左端）：NHK BS、NHK BSP4K
- BSクォーターサイズ：BS日テレ、BS朝日（以上2段目、NHKBS各局の下）、BS-TBS、BSテレ東、BSフジ（以上3段目）、WOWOWプライム、同ライブ、同シネマ、BS11 イレブン、BS12トゥエルビ、J SPORTS1、同2、同3、同4（以上BS・地デジのうち、BS-TBS、BSテレ東、BSフジ、NHK総合、KBC，RKB，TNCにかけての下）
- CSクォーターサイズ：スポーツライブ+、スカイA（以上地デジのうち、FBSとTVQの下）